# Gereuth (Wüstung)
Gereuth (auch Obernreuth) ist eine Wüstung, die sich heute in den Gemarkungen von Bimbach, einem Stadtteil von Prichsenstadt, im unterfränkischen Landkreis Kitzingen und Oberschwarzach im Landkreis Schweinfurt befindet. Das Dorf wurde wohl im Laufe des 14. Jahrhunderts aufgegeben, als Überrest hat sich heute die zu Oberschwarzach gehörende Greuthermühle erhalten.

## Geografische Lage
Die Stelle, an der sich das Dorf befand, wird heute zwischen dem heute zu Prichsenstadt gehörenden Bimbach im Landkreis Kitzingen und dem Hauptort der Marktgemeinde Oberschwarzach im Landkreis Schweinfurt verortet. Gereuth lag am südlichen Fuß des Distelbergs, wo der Breitbach, gespeist vom wenige Meter südlich der Mündung liegenden Grundsee, in den Mainzufluss Schwarzach fließt. Das Areal wird von den Schwarzachauen geprägt. Hier verlaufen die Kreisstraßen KT 42, KT 43/SW 47. An das ehemalige Dorf erinnern noch die weiter nördlich gelegenen Untere und Obere Kreuter Fluren. Als baulicher Überrest kann die Greuthermühle gelten, die heute ein Gemeindeteil der Gemeinde Oberschwarzach ist.

## Geschichte
Erstmals urkundlich erwähnt wurde Gereuth im Jahr 1319. Es handelte sich um eine nicht kleine Siedlung, in der außerdem eine eigene Mühle betrieben wurde. Hierauf verweist die Bezeichnung in der Ersterwähnung hin: „unum molendium in villa Geruthe“ (lat. eine Mühle im Dorf Gereuth). Mit der nahezu gleichen Beschreibung tauchte das Dorf außerdem 1344 auf. 1363 wird eine Manse und zwei Mühlen erwähnt, sodass vielleicht auch die weiter östlich gelegene Wiesenmühle als Überrest des Dorfes anzusprechen ist. Die wichtigsten Bauten im Dorf gehörten als Lehen zum Würzburger Fürstbistum. Wahrscheinlich wurde das blühende Dorf in den 1360er Jahren nach und nach aufgegeben. Die Belehnungen des Jahres 1369 beschreiben wohl nur noch die Fluren.
Ähnlich wie im Fall des weiter südlich gelegenen Kleinschönbachs und Prichsenstadt waren die ehemaligen Bewohner von Gereuth wohl in das größere Oberschwarzach gezogen. In der Folge übten sie aus der Ferne ihre Rechte aus: „die Gereuttererb oder guetter, derselbigen Erb seind zehene, deren besitzere oder Inhabere wohnen alle zu Oberschwartzach“. Die Rechtlergemeinde, die zehn Huben bewirtschaftete, gelangte wohl schleichend in den Einfluss von Oberschwarzach. Nachweisbar sind die Streitigkeiten, die in der Folge um die Erbhuldigungen der Müller auf der Greuthermühle ausbrach. So stritten sich die Würzburger Fürstbischöfe mit den Fuchs von Bimbach um die rechtmäßige Zugehörigkeit der ehemaligen Bewohner.